# Roques de Puigpicat
El Roques de Puigpicat és una muntanya de 687 metres que es troba al municipi d'Olost, a la comarca del Lluçanès.